# Rotonda di Settignano
La Rotonda di Settignano è un edificio pubblico nell'omonima frazione collinare di Firenze eretto nel 1961 come luogo di aggregazione parrocchiale, su progetto di Raffaello Fagnoni.

## Storia
Verso il 1960 il parroco della chiesa di Santa Maria chiese all'architetto Fagnoni, parrocchiano, residente in una vicina villa a Montebeni, il progetto per un luogo di incontro e aggregazione al coperto. Venne costruita in uno spazio alla spalle della chiesa, visibile solo dalla viuzza laterale e non dalla piazza.. 
Costruita con l'aiuto di Enrico Bianchini, la rotonda è composta in materiali eterogenei, soprattutto laterizi e cemento armato. Sorretta da pilastri lungo il perimetro, in modo da garantire il massimo spazio libero al centro, è percorsa lungo il perimetro da un ballatoio sopraelevato; originariamente le aperture erano pensate per restare a giorno, ma vennero poi chiuse da lastre di plexiglas. 
Nonostante la fortuna critica della struttura e le indubbie qualità estetiche e strutturali, venne usata solo sporadicamente, a volte come palestra, altre come sede di esposizioni, cene parrocchiali o rappresentazioni teatrali. Oggi è inutilizzata.